# Dariusz Grzesik
Dariusz Grzesik (ur. 10 stycznia 1966 w Tychach) – polski piłkarz, występujący na pozycji pomocnika, 3-krotny reprezentant Polski.

## Kariera klubowa
Wychowanek GKS Tychy, skąd przeszedł do Piasta Gliwice, w którym występował przez dwa sezony. Następnie został piłkarzem GKS-u Katowice. Już w pierwszym roku gry w Katowicach Grzesik był podstawowym piłkarzem, występując 27 razy w lidze. Barwy tego klubu reprezentował przez 8 sezonów, zdobywając dwukrotnie Puchar Polski, a także raz Superpuchar. Sezon 1995/1996 rozpoczął w II-ligowym Ruchu Chorzów, z którym awansował do najwyższej klasy rozgrywkowej, a także - po raz trzeci w karierze - zdobył krajowy puchar. W barwach Niebieskich gracz występował jeszcze tylko przez rok - grając zaledwie 8 razy w I lidze. Kolejne lata spędził w niższych ligach - karierę kończąc jesienią 2004 roku, jako zawodnik GKS-u 71 Tychy.
| Sezon       | Klub               | Kraj   | Rozgrywki                  | Mecze | Bramki |
| ----------- | ------------------ | ------ | -------------------------- | ----- | ------ |
| 1985/86     | Piast Gliwice      | Polska | ?                          | ?     | ?      |
| 1986/87     | Piast Gliwice      | Polska | ?                          | ?     | ?      |
| 1987/88     | GKS Katowice       | Polska | I liga polska              | 27    | 0      |
| 1988/89     | GKS Katowice       | Polska | I liga polska              | 26    | 2      |
| 1989/90     | GKS Katowice       | Polska | I liga polska              | 22    | 0      |
| 1990/91     | GKS Katowice       | Polska | I liga polska              | 24    | 4      |
| 1991/92     | GKS Katowice       | Polska | I liga polska              | 33    | 1      |
| 1992/93     | GKS Katowice       | Polska | I liga polska              | 28    | 0      |
| 1993/94     | GKS Katowice       | Polska | I liga polska              | 17    | 0      |
| 1994/95 (j) | GKS Katowice       | Polska | I liga polska              | 1     | 0      |
| 1995/96     | Ruch Chorzów       | Polska | II liga polska             | ?     | ?      |
| 1996/97     | Ruch Chorzów       | Polska | I liga polska              | 8     | 0      |
| 1997/98     | MKS Lędziny        | Polska | ?                          | ?     | ?      |
| 1998/99 (j) | MKS Lędziny        | Polska | ?                          | ?     | ?      |
| 1998/99 (w) | Rozwój Katowice    | Polska | ?                          | ?     | ?      |
| 1999/00     | Rozwój Katowice    | Polska | ?                          | ?     | ?      |
| 2000/01 (j) | Bobrek Karb Bytom  | Polska | ?                          | ?     | ?      |
| 2000/01 (w) | MK Górnik Katowice | Polska | ?                          | ?     | ?      |
| 2003/04 (j) | Sokół Wola         | Polska | V liga polska              | ?     | ?      |
| 2003/04 (w) | MKS Lędziny        | Polska | IV liga polska             | ?     | ?      |
| 2004/05 (j) | GKS 71 Tychy       | Polska | IV liga polska             | ?     | ?      |
|             |                    |        | Łącznie w I lidze polskiej | 186   | 3      |

## Kariera reprezentacyjna
Dariusz Grzesik wystąpił 3 razy w reprezentacji Polski, debiutując 19 grudnia 1990 w spotkaniu z Grecją, rozgrywanym w Wolosie.
| l.p. | Data            | Miejsce   | Przeciwnik | Rezultat | Rozgrywki  | Grał   | Uwagi |
| ---- | --------------- | --------- | ---------- | -------- | ---------- | ------ | ----- |
| 1.   | 19 grudnia 1990 | Wolos     | Grecja     | 2-1      | towarzyski | od 81' |       |
| 2.   | 19 maja 1992    | Salzburg  | Austria    | 4-2      | towarzyski | od 89' |       |
| 3.   | 31 marca 1993   | Brzeszcze | Litwa      | 1-1      | towarzyski | do 45' |       |

## Kariera trenerska
Grzesik próbował swoich sił także jako trener - od 5 lipca 2004] do 30 września 2006 prowadził ekipę GKS-u 71 Tychy. Był również trenerem IV-ligowego (nowa III liga) Pniówka Pawłowice czy ostatnio Ogrodnika Cielmice. W 2009 był szkoleniowcem Sokołu Wola.